# Panis angelicus
Panis angelicus (lateinisch für „Engelsbrot“, mittellateinisch auch für „Himmelsbrot“, „Manna“ und „Abendmahlsbrot“) ist der Anfang der vorletzten Strophe des Hymnus Sacris solemniis. Er wurde 1264 aus Anlass der Einführung des Hochfestes Fronleichnam durch Papst Urban IV. von Thomas von Aquin für die Matutin des Stundengebets verfasst. Dem heiligen Thomas werden alle Hymnen des Festes zugeschrieben, wie Pange Lingua, Adoro te devote, Verbum supernum prodiens und die Sequenz Lauda Sion.
Die beiden Strophen des Panis angelicus werden auch als Gesang zur Aussetzung des Allerheiligsten und zum sakramentalen Segen verwendet.
Die Panis-angelicus-Strophen sind häufig für sich vertont worden. 1872 komponierte César Franck eine Fassung für Tenor, Harfe, Cello und Orgel, die er auch nachträglich in seine 1860 entstandene Messe solennelle à trois voix op. 12 einfügte. John McCormacks Aufführung von 1932 im Phoenix Park in Dublin wurde als ein Höhepunkt seiner Karriere angesehen. Wenn heute vom Panis angelicus die Rede ist, so ist fast immer die Francksche Fassung gemeint, die zum Standardrepertoire vieler Tenöre wie Luciano Pavarotti, Plácido Domingo, Andrea Bocelli, Roberto Alagna gehört, aber auch von Sopranistinnen wie Charlotte Church, Kathleen Battle und Gruppen wie Celtic Woman und Il Divo. Durch seinen dadurch entstandenen Crossover-Charakter ist der Hymnus, obwohl liturgisch unpassend, zu einem beliebten Gesang bei Hochzeitsfeiern geworden.

## Text vonPanis angelicus
| Latein | Deutsch |
| --- | --- |
| Panis angelicus fit panis hominum; Dat panis coelicus figuris terminum: O res mirabilis! manducat Dominum pauper, servus et humilis. Te trina Deitas unaque poscimus: Sic nos tu visita, sicut te colimus; Per tuas semitas duc nos quo tendimus, Ad lucem quam inhabitas. Amen. | Engelsbrot wird zum Brot der Menschen; das himmlische Brot gibt den Gestalten (gemeint: Brot/Wein) ein Ziel: O wunderbares Geschehen! Es isst den Herrn der arme und demütige Knecht. Dich, dreieine und eine Göttlichkeit, bitten wir: Besuche uns, denn wir verehren dich. Auf deinen Wegen führe uns, wohin wir streben, zum Licht, in dem du wohnst. Amen. |